# Azumir Veríssimo
Pour les articles homonymes, voir Veríssimo.
Azumir Luis Casimiro Veríssimo dit Veríssimo (né le 7 juin 1935 - 2 décembre 2012 à Rio de Janeiro) est un joueur de football brésilien.